# Кијевска култура
Кијевска култура или Кијевска култура је археолошка култура која датира отприлике од 3. до 5. века, названа по Кијеву, главном граду Украјине. Сматра се да је то прва словенска археолошка култура која се може идентификовати. Налазио се у „сливу средњег и горњег Дњепра, сродним локалитетима типа Заозерје у басену горњег Дњепра и горње Двине, и коначно групама локалитета типа Черепин–Теремци у сливу горњег Дњестра и типа Остров у басену Припјата“, у Украјини и Белорусији. Био је истовремено (и налазила се углавном северно од) черњахивсе културе.
Насеља се налазе углавном дуж обала река, често или на високим литицама или непосредно уз ивицу река. Стамбени објекти су углавном полуподземног типа (што је често код ранијих келтских и германских и касније међу словенским културама), често квадратне (око четири пута четири метра), са отвореним огњиштем у углу. Већина села се састоји од само неколико станова. Постоји врло мало доказа о подели рада, иако је у једном случају село које је припадало кијевској култури припремало танке траке рогова да би се даље прерадиле у добро познате готичке чешљеве од рогова, у оближњем селу културе Черњахов.
Потомци кијевске археолошке културе — прашко-корчакске, пенковске и колочинске културе — успостављене су у 5. веку у источној Европи. Постоји, међутим, суштинска неслагања у научној заједници око идентитета претходника кијевске културе, при чему га неки историчари и археолози воде директно од милоградске културе, други од чернолске културе (скитских земљорадника из Херодота) преко зарубинске културе а други кроз Пшеворску и Зарубинску културу.